# Misgav Dov
Misgav Dov (hebrejsky מִשְׂגַּב דֹּב‎, doslova „Dovova pevnost“, v oficiálním přepisu do angličtiny Misgav Dov) je vesnice typu mošav v Izraeli, v Centrálním distriktu, v Oblastní radě Gederot.

## Geografie
Leží v nadmořské výšce 59 metrů v hustě osídlené a zemědělsky intenzivně využívané pobřežní nížině.
Obec se nachází 8 kilometrů od břehu Středozemního moře, cca 28 kilometrů jižně od centra Tel Avivu, cca 47 kilometrů západně od historického jádra Jeruzalému a 8 kilometrů severovýchodně od přístavního města Ašdod. Je součástí jednotně koncipovaného bloku zemědělských osad Misgav Dov, Šdema, Kfar Mordechaj a Mejšar, které jsou situovány do kruhu okolo centrální vesnice Aseret. Misgav Dov obývají Židé, přičemž osídlení v tomto regionu je etnicky převážně židovské.
Misgav Dov je na dopravní síť napojen pomocí místní silnice číslo 4101 a 4102, která jihozápadně od vesnice ústí do dálnice číslo 41.

## Dějiny
Misgav Dov byl založen v roce 1950. Zakladateli mošavu byli členové hnutí Cherut, ke kterým se později přidali židovští imigranti z Polska, SSSR a Iráku. Osada je pojmenována podle Dova Grunera, člena vojenských jednotek Irgun, který byl v roce 1947 popraven britskými mandátními úřady. Na zřízení vesnice se podílela osadnická organizace Miškej Cherut Betar.

## Demografie
Podle údajů z roku 2014 tvořili naprostou většinu obyvatel v Misgav Dov Židé (včetně statistické kategorie "ostatní", která zahrnuje nearabské obyvatele židovského původu ale bez formální příslušnosti k židovskému náboženství).
Jde o menší obec vesnického typu s dlouhodobě rostoucí populací. K 31. prosinci 2014 zde žilo 680 lidí. Během roku 2014 populace klesla o 2,2 %.
| Rok            | 1961 | 1972 | 1983 | 1995 | 2001 | 2003 | 2004 | 2005 | 2006 | 2007 | 2008 | 2009 | 2010 | 2011 | 2012 | 2013 | 2014 |
| -------------- | ---- | ---- | ---- | ---- | ---- | ---- | ---- | ---- | ---- | ---- | ---- | ---- | ---- | ---- | ---- | ---- | ---- |
| Počet obyvatel | 222  | 204  | 290  | 353  | 485  | 511  | 529  | 542  | 552  | 608  | 646  | 648  | 657  | 690  | 705  | 695  | 680  |